# 시토키닌
사이토키닌(cytokinin)은 뿌리에서 생성되는 식물의 생장 조절 물질 중 하나로 세포 분열 촉진, 노화 억제, 휴면 타파, 엽록체 발달 촉진 등에 관여한다.
잎과 과일의 노화방지를 한다.